# Vasectomia
A vasectomia ou deferentectomia é um método contraceptivo através da ligadura dos canais deferentes no homem. É uma pequena cirurgia feita com anestesia local em cima do escroto e que não é necessário internação. É uma cirurgia de esterilização voluntária. Este método impede que os espermatozoides se desloquem ao canal de saída, evitando assim uma gravidez.

## Segurança e eficiência
As taxas de falha da vasectomia são menores que 1%, mas a eficiência da operação e os índices de complicações variam com o nível de experiência do cirurgião que faz a operação e a técnica cirúrgica utilizada. A maioria dos homens sofrerá com pequenos problemas na pele do escroto por três a cinco dias depois da operação. Dados humanos e animais indicam que a vasectomia não aumenta a aterosclerose e que o aumento em complexos imunes circulantes após a vasectomia são temporários. Sugere-se também que homem com vasectomia não tem risco aumentado de câncer de próstata e testículo.
Embora uma falha tardia (causada pela recanalização dos dutos deferentes) seja rara, ela já foi documentada. Algumas fontes recomendam anualmente examinar a próstata a partir dos 40 anos de idade.
A vasectomia é o método contraceptivo a longo prazo mais eficiente que existe, e está entre as opções mais seguras para o planejamento familiar. Atualmente muitos homens em seus 30 ou 40 anos são os que mais fazem a vasectomia, a fim de um controlo de natalidade. As taxas de vasectomia em relação às ligações de tuba variam muito no mundo, e as estatísticas estão baseadas principalmente em estudos de questionários do que em contagem dos procedimentos realmente realizados. Nos Estados Unidos, a ligação de tuba está a frente da vasectomia, mas não em grandes proporções. No Reino Unido, a vasectomia é mais popular que a ligação de tuba. Casais que optam pela ligação de tuba:
- Recusa do homem a se submeter a uma vasectomia devido ao medo dos possíveis efeitos colaterais.

Os casais que escolhem a vasectomia são motivados por, entre outros:
- Baixo custo e simplicidade da vasectomia;
- Poucas complicações;
- Baixa mortalidade por vasectomia;
- Conhecem homens que fizeram a cirurgia satisfeitos com os resultados;
- Uma motivação mais forte pela esterilização no homem.